# Гомеров, Николай Николаевич
Никола́й Никола́евич Гоме́ров (30.11.1895, Москва — 2.10.1938, Киев) — прокурор Управления войск пограничной и внутренней охраны НКВД УССР. Входил в состав особой тройки НКВД СССР.

## Биография
Николай Николаевич Гомеров родился 30 ноября 1895 года в Москве. Участник Первой мировой войны. В 1919 году вступил в РКП(б). Его дальнейшая трудовая деятельность была связана с работой в органах прокуратуры:
- 15.6.23 — 19.7.23 — секретарь Военной прокуратуры Туркестанского фронта.
- 1.7.1923 — 28.10.23 — помощник прокурора Туркестанского фронта.
- 28.10.23 — 22.11.1923 — временно исполняющий должность военного прокурора 2-й Туркестанской стрелковой дивизии, старший помощник Военного прокурора Туркестанского фронта (Коканд).
- с ноября 1923 по август 1925 — временно исполняющий должность прокурора при 1-м отделе РВТ Туркестанского фронта (Самарканд), временно исполняющий должность военного прокурора и военный прокурор 2-й Туркестанской стрелковой дивизии.

В 1936 году занимал должность помощника Главного военного прокурора СССР. В 1938 году служил прокурором Управления войск пограничной и внутренней охраны НКВД УССР. Этот период отмечен вхождением в состав особой тройки (совместно с Шапиро и Костенко), созданной по приказу НКВД СССР от 30.07.1937 № 00447 и активным участием в сталинских репрессиях.

## Завершающий этап
Арестован 29 июня 1938 года. Приговорён ВКВС СССР 2 октября 1938 года к ВМН. Расстрелян в день вынесения приговора в Киеве. Реабилитирован 19 сентября 1957 года.